# Lijst van burgemeesters van Bemmel
Dit is een lijst van burgemeesters van de voormalige Nederlandse gemeente Bemmel. Op 1 jan. 2001 fuseerden de gemeenten Bemmel, Gendt en Huissen tot de gemeente die sinds 1 januari 2003 'gemeente Lingewaard' heet maar tot dan 'gemeente Bemmel' heette.
| Ambtsperiode                                                    | Naam burgemeester                              | Partij of stroming | Bijzonderheden                          |
| --------------------------------------------------------------- | ---------------------------------------------- | ------------------ | --------------------------------------- |
| 1810 - 1814                                                     | Laurens Louis Spengler                         |                    | tot 1814 'maire' onder het Frans bewind |
| 1814 - 1817                                                     | Arnoldus Derk Smits                            |                    | landbouwer te Bemmel, ad interim        |
| 1817 - 1838                                                     | Jacob Frans de Ranitz                          |                    |                                         |
| 1839 - 1853                                                     | Bernardus Adrianus van der Monde               |                    |                                         |
| 1854 - 1856                                                     | Carolus A.L. baron van Hugenpoth tot Aerdt     |                    |                                         |
| 1856 - 1860                                                     | Rudolph Spitsen                                |                    |                                         |
| 1860 - 1907                                                     | Willem Louis Hendrik Albert van der Monde      |                    |                                         |
| 1907 - 1930                                                     | Karel Adriaan Maria ridder de van der Schueren |                    |                                         |
| 1930 - 1939                                                     | Arnoud Jan Herckenrath                         |                    |                                         |
| 1940 - 1965                                                     | Wilhelmus van Elk                              | KVP                |                                         |
| 1965 - 1985                                                     | jhr. mr. Ernest Marie van Nispen tot Pannerden | KVP / CDA          | eerder burgemeester van Groenlo         |
| 1985 - 2001                                                     | mr. Henk (H.W.M.) Bergamin                     | CDA                |                                         |
| Fusiegemeente Bemmel vanaf 1 januari 2003 'gemeente Lingewaard' |                                                |                    |                                         |
| 2001 - (2006)                                                   | Rob (R.J.) Persoon                             | CDA                |                                         |
| vervolg zie: Lijst van burgemeesters van Lingewaard             |                                                |                    |                                         |